# Ludwig Wilhelm Gerhard Becker
Ludwig Wilhelm Gerhard Becker (* 25. Mai 1822 in Hamburg; † 10. März 1896 ebenda) war ein deutscher Kaufmann.

## Leben
Becker gründete 1851 zusammen mit August Christian Hinrich Becker in Hamburg ein Engros-Tuch-, Agentur- und Kommissionsgeschäft, das unter Aug. & Gerh. Becker firmierte.
Er diente beim Hamburger Bürgermilitär. Von 1860 bis 1862 war Becker Hauptmann im 3. Infanterie-Bataillon.
Becker war von 1863 bis 1866 Steuerschätzungsbürger. Von 1859 bis 1868 gehörte er der Hamburgischen Bürgerschaft an und war 1861 bis 1862 Mitglied des Bürgerausschusses.